# Matthäus Hipp

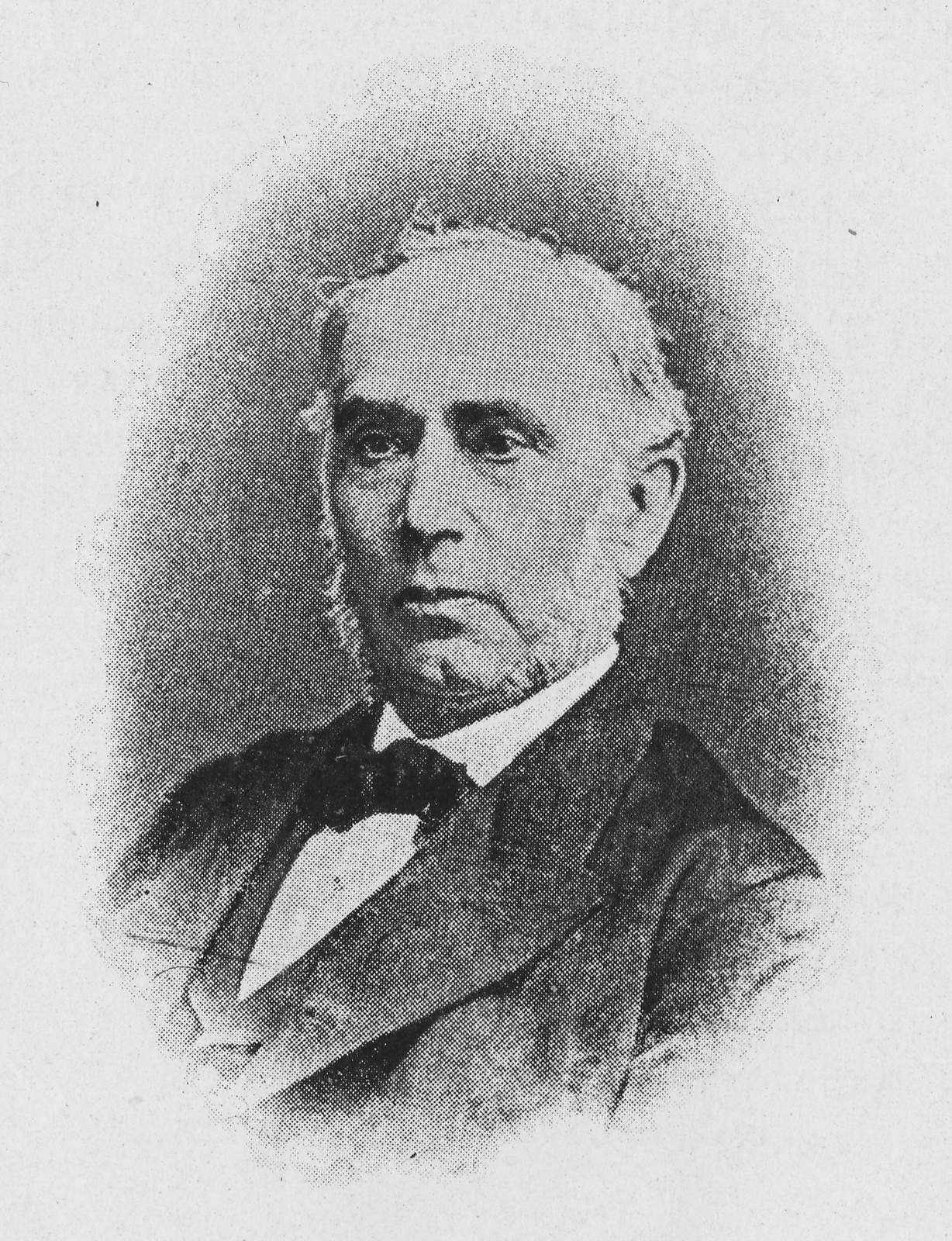
Matthäus Hipp

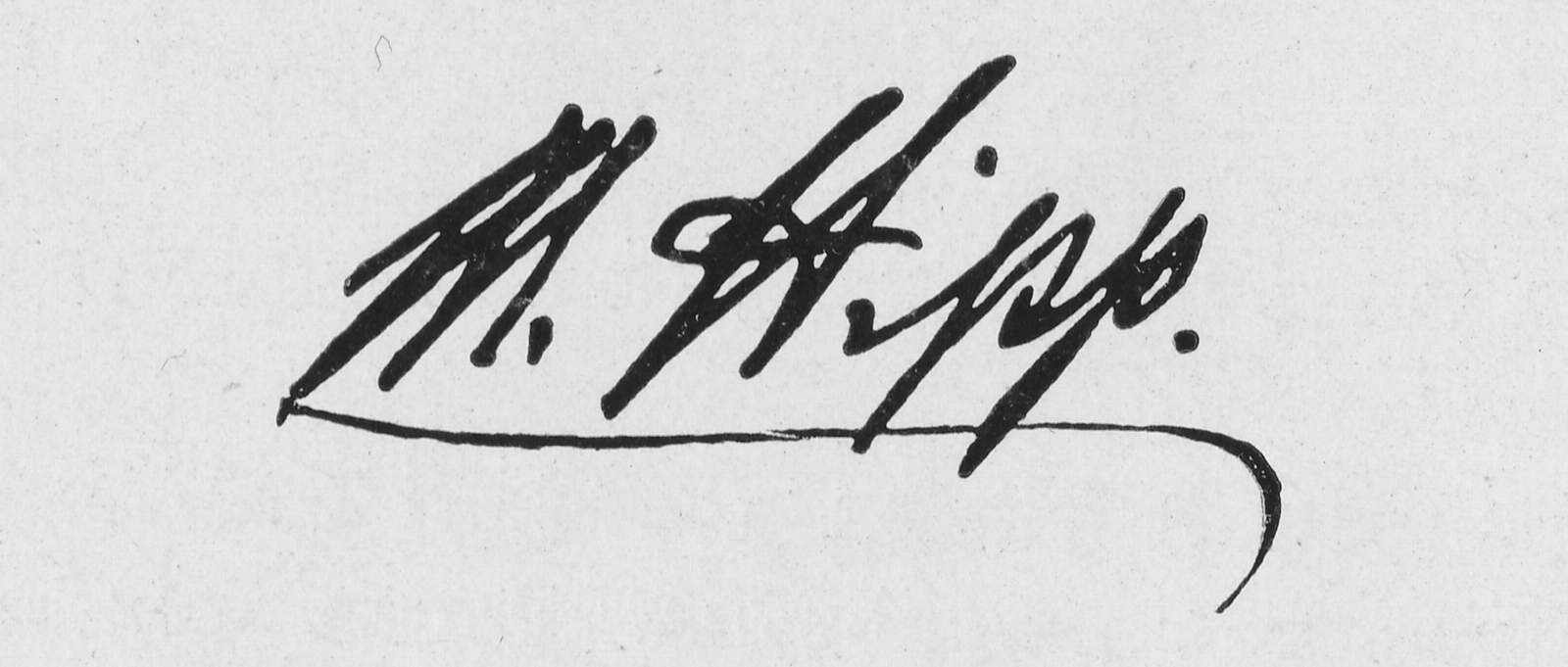
Unterschrift

Matthäus Hipp fälschlicherweise auch Matthias od. Mathias (* 25. Oktober 1813 in Blaubeuren; † 3. Mai 1893 in Fluntern/Zürich) war ein deutscher Uhrmacher und Erfinder, der in der Schweiz lebte. Seine bedeutendsten, lang nachwirkenden Erfindungen waren elektrische Webstühle, Bahnsignale, elektrische Pendeluhren sowie der Hipp’sche Bandchronograf und das Hippsche Chronoskop.

## Leben
Der Sohn des Klostermüllers wurde am 25. Oktober 1813 in Blaubeuren (Württemberg) geboren. Als achtjähriges Kind hatte er einen Unfall beim Klettern auf einem der vielen Felsen dort und war zeit seines Lebens gehbehindert. Mit 16 Jahren kam er zu Uhrmacher Johan Eichenhofer in Blaubeuren in die Lehre. Nach Abschluss der Lehrzeit folgten die Wanderjahre: 1832 nach Ulm zu Uhrmacher Valentin Stoß, 1834 arbeitete er in St. Gallen, anschließend zwischen 1835 und 1837 in der Uhrenfabrik Savoie in St. Aubin am Neuenburgersee.
1840 zog er nach Reutlingen und eröffnete dort 1841 im Alter von 28 Jahren seine eigene Werkstatt. Im selben Jahr heiratete er die Lehrertochter Johanna Plieninger. Das Ehepaar hatte vier Kinder.
Nach der niedergeschlagenen badischen Revolution im Jahr 1849 wurde seine Bewerbung als Direktor der Uhrmacherschule in Furtwangen aus politischen Gründen abgelehnt, da er als Demokrat galt. Folglich entschied sich Hipp im Jahre 1852 Deutschland zu verlassen. Er wurde durch die Schweizer Regierung zum Leiter der nationalen Telegraphenwerkstatt und Technischen Direktor der Telegraphenverwaltung ernannt. Zwar ließ er sich bei der Einstellung ausdrücklich genehmigen, auch privat weiterarbeiten zu dürfen, doch als die Einnahmen aus Erfindertätigkeit seine Beamtenbezüge bei weitem überschritten, blieben Konflikte mit Verwaltung und Parlament nicht aus. Hipp zog deshalb 1860 die Konsequenzen und bat um seine Entlassung aus dem schweizerischen Staatsdienst.
Der nächste Abschnitt seines Lebens führte ihn dann von Bern nach Neuchâtel, wo er die Leitung einer neu errichteten Telegrafenfabrik übernahm. Erst 1889 zog sich Hipp aus der Firmenleitung zurück und übergab die Leitung der Firma an die Ingenieure Albert Favarger und A. De Peyer. Von da an trugen die Fabrikate bis 1908 die Signatur „Peyer & Favarger, Succ. de M. Hipp“.
Gleich danach zog er nach Fluntern bei Zürich zu seiner Tochter um. Am 3. Mai 1893 starb Matthäus Hipp im Alter von 80 Jahren in Fluntern/Zürich. Seine Ehefrau überlebte ihn um vier Jahre.
Matthäus Hipp, der seit 1852 in der Schweiz lebte und arbeitete, aber seine deutsche Staatsangehörigkeit nie aufgegeben hatte, erhielt den ehrenden Beinamen „Der schweizerische Edison“.

## Leistungen

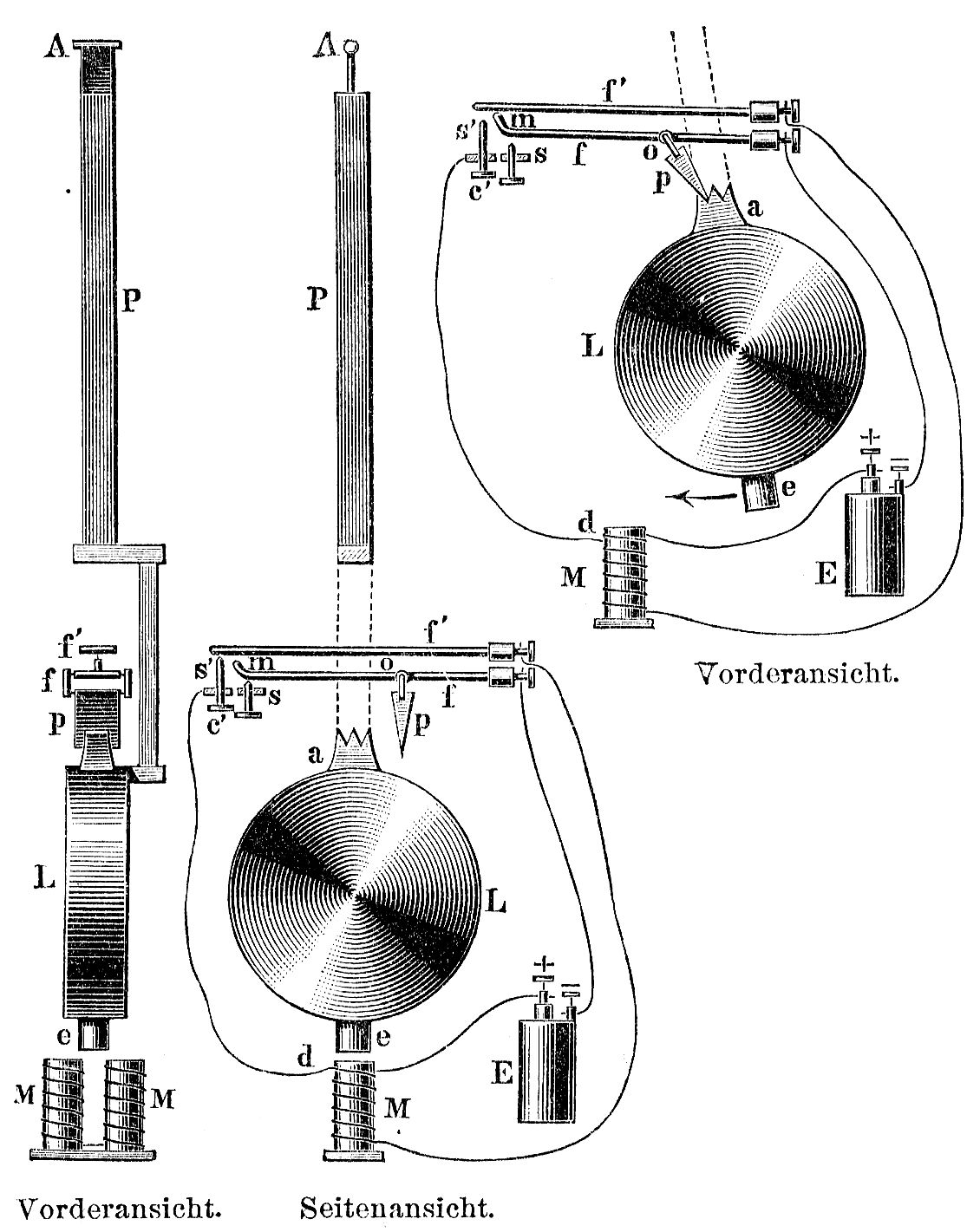
Elektrische Präzisionspendeluhr von Hipp

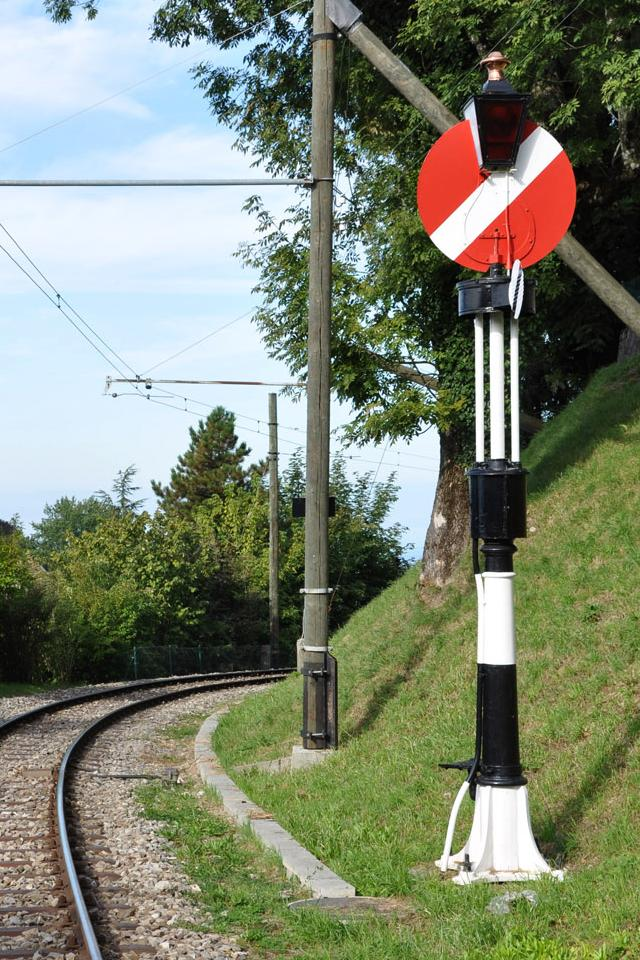
Nach wie vor sich in Betrieb befindende hippsche Wendescheibe bei der Museumsbahn Blonay–Chamby

Matthäus Hipp brachte im Laufe von 40 Jahren mehr als 20 Erfindungen zur technischen Reife. Einige seiner Erfindungen erwiesen sich als so gut, dass sie ca. einhundert Jahre ohne prinzipielle Veränderungen hergestellt und verkauft werden konnten.
- 1843 Beschreibung einer Pendeluhr mit mechanischer Palettenhemmung[2]
- 1845 Buchstabentelegraph[3][4]
- 1847 Chronoskop[5]
- 1854 Gegentelegrafieren auf derselben Leitung
- 1855 Elektrischer Webstuhl
- 1856 legte er ein Kabel eigener Konstruktion durch den Vierwaldstättersee nach Flüelen
- 1862 Hippsche Wendescheibe, ein automatisches visuelles Bahnsignal
- 1862 installiert er eine Uhrenanlage mit Hauptuhr und Nebenuhren in Genf
- 1863 Am 27. Mai erhält er ein französisches Patent für den elektrischen Antrieb von Pendeluhren, die „Hippsche Wippe“[6]
- 1866 entwickelte er gemeinsam mit Frédéric-William Dubois einen elektrischen Chronographen mit Marinechronometer, der auch von Andreas Rudolf Harlacher für hydrologische Messungen verwendet wurde[7]
- 1867 elektrisches Klavier
- 1874 liefert er nach Wien einen speziellen Chronografen zur Beobachtung der Nerventätigkeit
- 1881 höchstpräzise elektrische Observatoriumsuhr für die Neuenburger Sternwarte
- 1889 registrierende Geschwindigkeitsmesser

## Auszeichnungen
- 1840 Technischer Jahrespreis der württembergischen Zentralstelle des landwirtschaftlichen Vereins „für sein im Uhrenbau neues, sinnreiches Prinzip zur Erzielung eines gleichformigen Pendelgangs“
- 1873 Ritterkreuz des österreichischen Franz-Joseph-Ordens
- 1875 Ehrendoktorwürde (Dr. phil. E. h.) von der Universität Zürich.